# Glenea paralepida
Glenea paralepida é uma espécie de escaravelho da família Cerambycidae. Foi descrita por Stephan von Breuning em 1980.  É conhecida a sua existência nas Filipinas.